# Spanophatnus melanonotus
Spanophatnus melanonotus là một loài tò vò trong họ Ichneumonidae.